# Adolf Würfel
Adolf Würfel (latinsky Adulphus Wuerfel) (14. února 1804 Liberec, 9. června 1891 Praha) byl římskokatolický kněz německé národnosti, prelát pražské kapituly, profesor teologie, spisovatel a politik.

## Kariéra
Roku 1827 obhájil doktorát teologie, dále byl profesorem biblických studií v kněžském semináři v Litoměřicích, proboštem v Bohosudově
13. května 1849 byl uveden do úřadu nesídelního kanovníka Metropolitní kapituly u sv. Víta v Praze, od roku 1860 byl kanovníkem kantorem, od roku 1863 kustodem, roku 1870 jmenován děkanem, a v letech 1871–1891 proboštem Svatovítské kapituly v Praze. Vykonával funkci rady arcibiskupské konzistoře a jejího soudu, byl také poradcem pražského arcibiskupa Schönborna.
Od roku 1851 byl přihlášen k pobytu v Praze, vystřídal postupně bydliště v kanovnických domech na Hradčanském náměstí čp. 65/IV, 59/IV a nakonec na Jiřském náměstí čp. 34/IV.

## Mecenáš školství a umění
Würfel byl obratným organizátorem, manažerem i mecenášem školství a umění. Pro svatovítskou kapitulu získal kolem roku 1872 usedlost Hadovku a proměnil ji v rezidenci proboštství, a roku 1885 zámeček Hanspaulka. Z rodinného (?) dědictví financoval založení německého chlapeckého konviktu v Doupově, složil 3.000 zlatých na stipendia pro studenty z Liberce. Roku 1873 daroval do Martinické kaple Svatovítské katedrály pašijový oltář, který zakoupil za 10.000 zlatých z římské dílny sochaře Wilhelma Achtermanna. V katedrále ještě financoval tři okna s vitrážemi v kapli sv. Jana Nepomuckého. 

## Publikace
Publikoval asi 11 knih: životopisy sv. Jana Nepomuckého, sv. Cyrila a Metoděje v češtině i němčině, svá kázání pro děti i dospělé a pamětní spis ke kněžskému jubileu Václava Pešiny z Čerorodu.